# ヤマハ・TRX850
ヤマハ・TRX850（ティーアールエックスはっぴゃくごじゅう）は、ヤマハ発動機が1995年から1999年まで発売していたオートバイ。形式番号は4NX。

## 概要
ハーフカウルと鋼管トラスフレームが外見上の特徴である。発売当初はその操縦性の良さと豊富なレースキットパーツからMTレース等に多用された。
TRX850の塗装はタンク、フェンダー、テールカウルとフレームとホイールとエンジンの4つの部分の色の組み合わせでデザインされており国内向けのカラーの組み合わせは以下のとおりである。
- 1995年 4NX1 ヒートレッド（外装：赤 フレーム：白 ホイール：白 エンジン：黒）
- 1995年 4NX1 ブルーイッシュホワイトカクテル（外装：白 フレーム：赤 ホイール：黒 エンジン：黒）
- 1998年 4NX2 ヒートレッド（外装：赤 フレーム：白 ホイール：白 エンジン：黒）
- 1998年 4NX2 ブラック2（外装：黒 フレーム：白 ホイール：白 エンジン：黒）
- 1998年 4NX3 パープリッシュブルーメタリック（外装：青 フレーム：銀 ホイール：ガンメタ エンジン：銀）
- 1999年 4NX4 パープリッシュブルーメタリック（外装：青 フレーム：銀 ホイール：ガンメタ エンジン：銀）
- 1999年 4NX4 ビビッドレッドカクテル（外装：赤黒・テールカウルが赤と黒のグラデーション フレーム：黒 ホイール：黒 エンジン：銀）

これ以外にカラーオーダー可能な時期があり、オレンジ、ガンメタ、グレー等の外装色がある。また輸出仕様には濃紺姉妹車のTDM850は後にTDM900にモデルチェンジしているものの、直接の後継車種が発売される予定はない模様。
他の国産メーカーからもビッグボアのVツインエンジン搭載のモデルが発売されると、それらがTRX850より大排気量、高出力のものであったため、TRX850はサーキットからは姿を消していった。

## 車両解説
水冷並列2気筒DOHC5バルブエンジンを搭載しており、TDM850に搭載されていたものがベースとなっている。バルブ配置は1気筒5バルブ（吸気側3バルブ、排気側2バルブ）。TDMの360度クランクから270度クランクに変更されている（TDMも後のモデルチェンジの際に270度に変更された）。これによりタイヤが路面をつかむトラクション性能が向上した。エンジンのシリンダーはTDMのオープンデッキからクローズドデッキにすることにより放熱性とエンジンの剛性を向上している。これは、エンジンを剛性材として活用するために採用されたものである。また、オイルタンクをエンジン背面に移動することによりマスの集中化を行い、これをTDMの鉄製からアルミ製にすることにより放熱性を向上した。
鋼管パイプによるトラスフレーム構造である。これは公道でのスポーツライディングにおいて乗り手に車体の挙動をわかりやすくする効果を狙った味付けがされている。また、スリムな車体をパラレルツインで実現するためにもトラスフレームを採用する必要性があった。